# Fridrich Ermler
Fridrich Ermler, lotyšsky Frīdrihs Ermlers; rusky Фридрих Маркович Эрмлер; skutečné jméno:Wladimir Markowitsch Breslaw rusky Владимир Маркович Бреслав, později Владимир Михайлович Бреслав (1. květnajul./ 13. května 1898greg. Rēzekne – 12. července 1967 Leningrad), byl sovětský herec, režisér a scenárista. Byl čtyřnásobným držitelem Stalinovy ceny (v roce 1941, dvakrát v roce 1946 a v roce 1951).

## Život
Po studiu farmakologie vstoupil v roce 1917 do carské armády a brzy se zúčastnil Říjnové revoluce na straně bolševiků. Byl zajat a mučen Bílou armádou a plnohodnotným členem strany se stal až na konci občanské války.
V letech 1923 až 1924 studoval na Filmové akademii. Byl jedním ze zakladatelů Tvůrčího sdružení KEM (spolu s E. Iogansonem). V letech 1929-1931 studova na Komunistické akademii a psal pro noviny Kino. Stal se také předsedou Ruské asociace revolučních filmařů. V roce 1929 cestoval po Evropě, aby propagoval sovětskou kinematografii. V roce 1932 natočil svůj první zvukový film Встречный (Protiplán), ale zůstal věrný sociálnímu realismu svých němých filmů. Ermler používal hudbu jako doplňkový prvek ve své filmové tvorbě a spolupracoval s Dmitrijem Šostakovičem na popularizaci jeho hudby jak v tomto filmu, tak ve filmu Velký vlastenec (1938), sovětském hrdinském filmu ve stylu Čapajeva.
V roce 1935 Ermler cestoval do Hollywoodu, aby představil sovětskou kinematografii americké filmové metropoli. V roce 1939 byl Ermler jmenován uměleckým ředitelem sovětské filmové produkční společnosti Lenfilm, kterou zastával až do roku 1943. Během druhé světové války natočil propagandistický film Ona brání vlast. Válka se v následujících letech stala ústředním tématem jeho filmů. Jeho film Velký zlom z roku 1945 obsahoval nejen drama, ale i originální dokumentární záběry bitvy o Stalingrad. V roce 1946 film získal Grand Prix na filmovém festivalu v Cannes. Dokumentární záběry začleňoval i do dalších filmů.
Fridrich Ermler zemřel ve věku 69 let a byl pohřben na hřbitově Bogoslovskoje (rusky Богословское кладбище) v Petrohradu.
Moskevský mezinárodní filmový festival věnoval v roce 2003 Fridrichu Ermlerovi velkou retrospektivu.